# Amado Batista Ao Vivo
Amado Batista Ao Vivo é o álbum do cantor Amado Batista, lançado pela BMG/RCA em 1998.

## Faixas
1. Anjo Bom (Ao Vivo)
2. Menininha Meu Amor (Ao Vivo)
3. Chance (Ao Vivo)
4. Seresteiro Das Noites (Ao Vivo)
5. Quem é Você (Ao Vivo)
6. Eu Sou Seu Fã (Ao Vivo)
7. Reclamando Sua Ausência (Ao Vivo)
8. Morro de Ciúme Dela (Ao Vivo)
9. Não Quero Falar Com Ela (Ao Vivo)
10. Onde Está Você (Ao Vivo)
11. Princesa (Ao Vivo)
12. Meu Ex-Amor (Ao Vivo)
13. Tum Tum de Saudade (Ao Vivo)
14. Pra Que Fugir de Mim (Ao Vivo)
15. Vida Cor de Rosa (Ao Vivo)
16. Amar, Amar (Ao Vivo)
17. Tem Pena de Mim
18. Como Na Primeira Vez